# Câmara Municipal de Fortaleza
Câmara Municipal de Fortaleza é o órgão legislativo do município homônimo. Composta por 43 vereadores, é a maior câmara municipal do Ceará.
Pioneira no uso da documentação eletrônica, a Câmara Municipal disponibiliza na Internet todo o acervo de leis, decretos, emendas e resoluções desde 1948. Totalizando mais de 500.000 documentos digitalizados e que podem ter seu acesso público através de pesquisa por número do documento, autor ou assunto.
Pensando na transparência de suas ações, a casa transmite pela internet, o áudio e vídeo das sessões plenárias desde 1997 e, desde 2003, possui a TV Fortaleza e a Fortaleza FM desde 2011.
A Câmara Municipal figurou entre as 100 Melhores Empresas de TI do Brasil em 2009 e 2011 por meio do Prêmio IT Leaders que premia os principais líderes de tecnologia do Brasil.

## Lei Orgânica do Município
Em abril de 1990, em obediência ao dispositivo da literatura do parágrafo único do artigo 11 do Ato das Disposições Constitucionais Transitórias da Constituição brasileira de 1988, a Câmara Municipal composta em Assembleia Municipal Constituinte elaborou e promulgou a Lei Orgânica do Município.